# Тинтява (улица в София)
„Тинтява“ е улица в район „Изгрев“, София. Наречена е на растението тинтява.
Простира се от „Цариградско шосе“ на изток до ул. „Никола Габровски“ при Ловния парк на запад. Пресича бул. „Драган Цанков“.
Става особено популярна през 2008, когато е възпята в песента „Тинтява 6“ от българската ска група „Уикеда“

## Обекти
На ул. „Тинтява“ или в нейния район са разположени следните обекти (от изток на запад):
- Драгалевска река (по протежението на улицата)
- СБАЛ по неврология и психиатрия „Св. Наум“
- СДП – Пътна полиция
- Автогара „Юг“
- Река Новачница (по протежението на част от улицата)
- 49 ОДЗ „Радост“
- Национален възстановителен център
- Спортен комплекс „Диана“
- Полицейски участък „Изгрев“
- Покрит басейн
- Спортна зала
- Ловен парк
- Жп гара „Пионер“